# Comté de Fentress
Le comté de Fentress est un comté de l'État du Tennessee, aux États-Unis.